# Carteris anser
Carteris anser là một loài bướm đêm trong họ Noctuidae.